# 싼샹 타이거스
싼샹 타이거스(중국어 정체자: 三商虎, 영어: Mercuries Tigers)는 중화민국 중화 직업봉구 대연맹에 소속되어 있었던 프로야구 팀이다. 연고지는 타이베이시였다. 1999년 11월 8일에 해체되었으며 해태 타이거즈가 1991년 해당 구단과 자매결연을 맺어 한국 프로야구 최초 대만 프로야구 팀과 자매결연을 체결했다.

## 같이 보기
- 스바오 이글스
- 웨이취안 드래건스

1. ↑  김상우 특파원 (1992년 2월 11일). “해태, 대만서 마무리훈련 돌입...현지 삼상팀과 3차전 등 계획”. 중앙일보. 2022년 4월 13일에 확인함.